# Elisabeth Wünsche-Werdehausen
Anna Elisabeth Wünsche-Werdehausen (* in München) ist eine deutsche Kunsthistorikerin, Kunstführerautorin, Übersetzerin und wissenschaftliche Reiseleiterin.

## Leben
Wünsche-Werdehausen studierte Kunstgeschichte, Archäologie und Städtebau an den Universitäten Bonn, Wien und Mailand. Nach der Promotion war sie Stipendiatin und wissenschaftliche Mitarbeiterin an der Bibliotheca Hertziana in Rom (Max-Planck-Institut für Kunstgeschichte), anschließend am Kunsthistorischen Institut der Ludwig-Maximilians-Universität in München.
Sie ist mit dem klassischen Archäologen und ehemaligen Direktor der Glyptothek und der Staatlichen Antikensammlung Raimund Wünsche verheiratet und Mutter zweier erwachsener Töchter. Sie lebt als freie Autorin, Übersetzerin (französisch, italienisch) und wissenschaftliche Reiseleiterin in München.

## Forschung
Zu den Schwerpunkten ihrer zahlreichen Veröffentlichungen gehören die Architektur der Renaissance und des Barock in Norditalien, das Mäzenatentum von Fürsten und Fürstinnen im 17. und 18. Jh. sowie die Kunstbeziehungen zwischen Bayern und Italien. 2009 veröffentlichte sie in der Reihe Studien zur internationalen Architektur- und Kunstgeschichte die Abschlussarbeit zu ihrem dreijährigen Forschungsprojekt mit dem Titel Turin 1713 - 1730. Die Kunstpolitik König Vittorio Amedeos II. Die Forschung wurde durch die Deutsche Forschungsgemeinschaft finanziert.
In der Reihe Reclams Städteführer publizierte Wünsche-Werdehausen Bände zu Berlin, Toskana, Venedig, Bamberg/Bayreuth, Nürnberg und München.

## Nachweise
1. ↑  Elisabeth Wünsche-Werdehausen: Über die Autorin. (reclam.de [abgerufen am 27. Juni 2022]).
2. ↑  Katalog der Deutschen Nationalbibliothek. Abgerufen am 27. Juni 2022.
3. ↑  Turin 1713 - 1730. Die Kunstpolitik König Vittorio Amedeos II. - Deutsche Digitale Bibliothek. Abgerufen am 27. Juni 2022.
4. ↑  Elisabeth Wünsche-Werdehausen: Entre Bourbon et Habsbourg? les grands appartements du palais royal de Turin. In: Versailles et l'Europe: lappartement monarchique et princier, architecture, décor, cérémonial. 2017, S. 711–733 (uni-heidelberg.de [PDF; abgerufen am 27. Juni 2022]).
5. ↑  DFG - GEPRIS - Für den katholischen Glauben und europäische Anerkennung. Das Kunstpatronat König Vittorio Amedeos II. von Savoyen-Piemont 1713-1730. Abgerufen am 27. Juni 2022.
6. ↑  Reclams Städteführer Berlin. (reclam.de [abgerufen am 27. Juni 2022]).
7. ↑  Reclams Städteführer Toskana. (reclam.de [abgerufen am 27. Juni 2022]).
8. ↑  Reclams Städteführer Venedig. (reclam.de [abgerufen am 27. Juni 2022]).
9. ↑  Reclams Städteführer Bamberg/Bayreuth. (reclam.de [abgerufen am 27. Juni 2022]).
10. ↑  Reclams Städteführer Nürnberg. (reclam.de [abgerufen am 27. Juni 2022]).
11. ↑  Reclams Städteführer München. (reclam.de [abgerufen am 27. Juni 2022]).

| Personendaten    | Personendaten                                                   |
| ---------------- | --------------------------------------------------------------- |
| NAME             | Wünsche-Werdehausen, Elisabeth                                  |
| ALTERNATIVNAMEN  | Wünsche-Werdehausen, Anna Elisabeth (vollständiger Name)        |
| KURZBESCHREIBUNG | deutsche Kunsthistorikerin, Kunstführerautorin und Übersetzerin |
| GEBURTSDATUM     | 20. Jahrhundert                                                 |